# Борго Черето (Перуђа)
Борго Черето је насеље у Италији у округу Перуђа, региону Умбрија.
Према процени из 2011. у насељу је живело 170 становника. Насеље се налази на надморској висини од 357 м.